# دومينيك، كمت دي كاسيني
دومينيك، كمت دي كاسيني (بالفرنسية: Jean-Dominique Cassini)‏ (و. 1748 – 1845 م) هو عالم فلك، ورسام الخرائط من فرنسا . ولد في باريس . وكان عضواً في الجمعية الملكية، والأكاديمية الفرنسية للعلوم، والأكاديمية الأمريكية للفنون والعلوم .
توفي عن عمر يناهز 97 عاماً.

## مناصب
تولى منصب عضو المجلس العام .

## مناصب وهيئات
أدار مرصد باريس.

## روابط خارجية
- دومينيك، كمت دي كاسيني على موقع الموسوعة البريطانية (الإنجليزية)
- دومينيك، كمت دي كاسيني على موقع إن إن دي بي (الإنجليزية)